# Chomo Yummo
Chomo Yummo es una montaña de la cordillera del Himalaya localizado en un punto del límite entre India y China, con una altitud de 6829 m s. n. m.

## Toponimia
El término Chomo significa "diosa" o "dama" en tibetano.

## Historia
La cima de esta montaña fue alcanzada por primera vez en 1911 por el alpinista escocés Alexander Kellas con la ayuda de guías sherpas.